# Roya Sadat

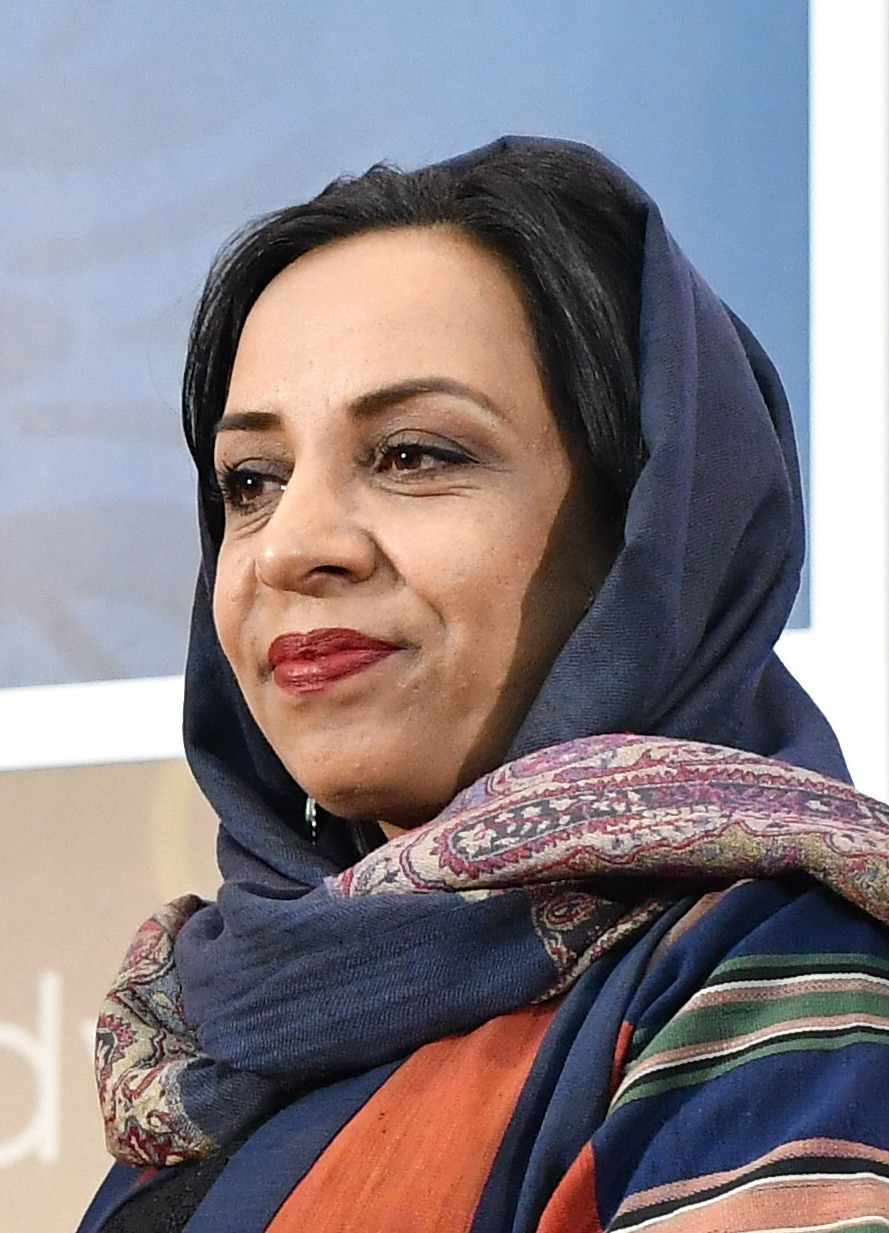
Roya Sadat (2018)

Roya Sadat (* 1983 in Herat) ist eine afghanische Regisseurin, Drehbuchautorin und Produzentin. Für ihren Einsatz für die Rechte von Frauen erhielt sie 2018 den International Women of Courage Award des Außenministeriums der Vereinigten Staaten.

## Leben
Roya Sadats Wunsch war es immer gewesen, Filmemacherin zu werden. In der Zeit des Talibanregimes organisierte sie heimliche Theaterkurse in Krankenhäusern und schrieb das Drehbuch zu ihrem ersten Film Se noghta. Sie inszenierte diesen mit 20 Jahren. Der Film handelt von einer jungen Witwe, die unter Druck steht, einen Schwager zu heiraten. Sadat ging große Risiken ein, um den Film in einem Dorf auf dem Land zu drehen. Einmal wurde sie von Dorfbewohnern mit vorgehaltener Waffe vertrieben, die sich über den Einsatz weiblicher Schauspielerinnen mit unbedecktem Gesicht empörten. Trotz dieser und anderer Herausforderungen vollendete sie den Film, der internationale Anerkennung fand.
Sadat gründete 2003 das Roya Film House, um Filme in Afghanistan zu produzieren. In mehr als 30 Dokumentationen, Filmen und Fernsehshows hat sie sich nie gescheut, die Ungerechtigkeiten im Leben afghanischer Frauen darzustellen. Im Jahr 2013 gründete sie das Afghanistan International Women’s Film Festival, um Filmemacherinnen und die Position afghanischer Frauen durch Kunst zu fördern. Sadats 2017 gedrehte Arbeit, Namai ba rahis gomhor (Ein Brief an den Präsidenten), erzählt die Geschichte einer willensstarken Frau, die zum Tode verurteilt wird, nachdem sie versehentlich ihren sie missbrauchenden Ehemann getötet hat. Er wurde im folgenden Jahr als Beitrag für den besten fremdsprachigen Film für die Oscarverleihung eingereicht.
Am 23. März 2018 erhielt Roya Sadat den International Women of Courage Award. Unter den zehn Ausgezeichneten des Jahres waren auch Aiman Omarowa aus Kasachstan und Feride Rushiti aus dem Kosovo, die sich für politische Gefangene bzw. Folteropfer einsetzen. Der Preis wurde ihnen von Melania Trump verliehen.

## Filmografie (Auswahl)
Regie, Drehbuch etc.
- 2003: Three Dots (Se noghta)
- 2008: Playing the Taar (Taar wa Zakhma)
- 2017: A Letter to the President (نامه‌ای به رییس‌جمهور, Namai ba rahis gomhor)

Fernsehserie
- 2007: Secrets of This House

Bühnenbild
- 2011: House No. 111

## Auszeichnungen
Filmfest München
- 2018: One Future Prize (Namai ba rahis gomhor)

Palm Springs International Film Festival
- 2018: Nominierung für den FIPRESCI-Preis als bester fremdsprachiger Film (Namai ba rahis gomhor)

Transatlantyk, Łódź
- 2018: Nominierung für den Transatlantyk Distribution Award (Namai ba rahis gomhor)